# 异氰基乙腈
异氰基乙腈是一种有机化合物，化学式为C3H2N2。它可由氰甲基甲酰胺和三氯氧磷在三乙胺存在下于二氯甲烷中反应制得。它和双[三(三甲基硅基)甲基]二磷烯可以发生环加成反应，可以得到氰甲基双[三(三甲基硅基)甲基]亚氨基二磷杂环丙烷。